# جيم كويك
جيم كويك (بالإنجليزية: Jim Quick)‏ هو حكم لعبة كرة القاعدة (البيسبول) أمريكي الجنسية. ولد في 6 سبتمبر 1943 في ساكرامنتو في الولايات المتحدة.